# 长福镇
长福镇，是中华人民共和国黑龙江省黑河市嫩江市下辖的一个乡镇级行政单位。
长福镇的得名，源于纪念王长福（1919～1947）烈士。王长福是嫩江县陈屯人。1946年第一批参加了农会，1946年8月秘密加入中国共产党（当时基层党组织、党员均不公开）。1947年2月担任村农会主任。1947年10月12日，随前官区政委巫文质追剿政治土匪杨化泉残部，在双龙泉战斗中牺牲。为缅怀烈士，在前官区驻地举行追掉大会，其遗体安葬在陈屯村北。1948年末建立村政权时将陈屯命名为“长福村”，1956年撤区设乡后一直以烈士名字为乡、公社、镇的名称。

## 行政区划
长福镇下辖以下地区：
长庆村、光辉村、靠山村、德胜村、新发村、云龙村、东岗村、爱国村、中合村、巨胜村、永丰村和德发村。